# Idioma lisu
Lisu (Lisu: ꓡꓲ-ꓢꓴ or ꓡꓲꓢꓴ; en birmano: လီဆူ ဘာသာစကား, pronunciado /lìsʰú bàðà zəɡá/) es un idioma tonal tibeto-birmano hablado en  Yunnan (suroeste de China), el norte de Birmania (Myanmar), y Tailandia y una pequeña parte de India. Junto con el lipo, es uno de los dos idiomas de los Lisu. El lisu tiene muchos dialectos que se originan en el país en el que viven. Los dialectos Hua Lisu, Pai Lisu, y Lu Shi Lisu se hablan en China. Aunque son mutuamente inteligibles, cada uno ha adaptado palabras extranjeras distintas.
El idioma lisu está estrechamente relacionado con los idiomas lahu y akha y también relacionado con el birmano, kachin, y los idiomas lolo-yi.

## Dialectos
El lisu se puede dividir en tres dialectos: septentrional, central, y meridional, siendo el estándar el septentrional.

### Bradley (2003)
Bradley (2003) enumera los siguientes tres dialectos lisu.
- Septentrional (/lo˧˥nɛ̱˦/ 'Black Lo' (autonym), /lo˧˥wu˥/ 'Northern Lo' (name given by other Lisu)): noroeste de Yunnan, Kachin y Arunachal Pradesh, India.
- Central (/ɕɑ̱˦ɕɑ̱˦/ Flowery Lisu): oeste de Yunnan, noreste de Burma.
- Meridional (/lo˧˥ʂɨ˧/ 'Yellow Lo'): extremo suroeste de Yunnan, estado Shan de Burma, y Tailandia.

### Mu & Sun (2012)
En la introducción de Un estudio de los dialectos lisu (傈僳语方言研究), Mu & Sun (2012) dividen al lisu en tres dialectos.
- Nujiang 怒江方言: 550 000 hablantes en la prefectura de Nujiang (todos los condados), la prefectura de Baoshan (todos los condados), la prefectura de Dehong (algunos condados), la prefectura de Lincang (algunos condados), la prefectura de Dali (unos pocos condados), y el condado de Weixi.
- Luquan 禄劝方言: 65 000 hablantes en partes de la prefectura de Chuxiong (en los condados de Luquan, Wuding, etc.), y partes de las prefecturas vecinas.
- Yongsheng 永胜方言: 18 000 hablantes en los condados de Yongsheng, Huaping, Panzhihua, Muli, Yanyuan, y otros.

Sin embargo, en el resto de Mu & Sun (2012), se comparan 5 dialectos.
- Fugong 福贡: 140 000 hablantes en Fugong, Gongshan, Lanping, etc.
- Luquan 禄劝: más de 45 000 hablantes en Binchuan, Wuding, Yuanmou, Dayao, Yao'an, Yongren, Dechang, Huili, Huidong, Yanyuan, etc.
- Weixi 维西: más de 100 000 hablantes en Weixi, Deqin, Zhongdian, Lijiang, etc.
- Tengchong 腾冲: más de 120 000 hablantes en in Longling, Dehong Prefecture, Gengma, Simao, Lushui, Estado Shan, Chiang Mai.
- Yongsheng 永胜: más de 90 000 hablantes en in Yongsheng, Huaping, Ninglang, Dayao, Yongren, Dechang, etc.

## Ortografía

### Alfabeto Pollard
La escritura de Sam Pollard para el a-hmao fue adaptado para escribir el lipo, otro idioma lisoico (a veces llamado lisu oriental) hablado por los lisu.

### Alfabeto Fraser
El alfabeto lisu actualmente en uso en todas las regiones de habla Lisu en China, Birmania y Tailandia fue desarrollado principalmente por dos misioneros protestantes de diferentes organizaciones misioneras. El más famoso de los dos es James O. Fraser, un evangelista británico de la Misión Interior de China. Su colega, quien desarrolló la versión original del alfabeto (posteriormente revisado y mejorado con Fraser y varios colegas de la Misión Interior de China) fue Sara Ba Thaw, una políglota karen predicadora basado en Myitkyina, Birmania, quien perteneció a la Misión Bautista Americana.
Ba Thaw había preparado un catecismo sencillo en lisu por el 1915. La escritura ahora ampliamente conocido como el "alfabeto Fraser" se terminó en 1939, cuando las casas de misión de Fraser en las zonas de minorías étnicas lisu de la provincia de Yunnan (China) recibieron sus copias recién impresas del Nuevo Testamento lisu.

### Silabario lisu

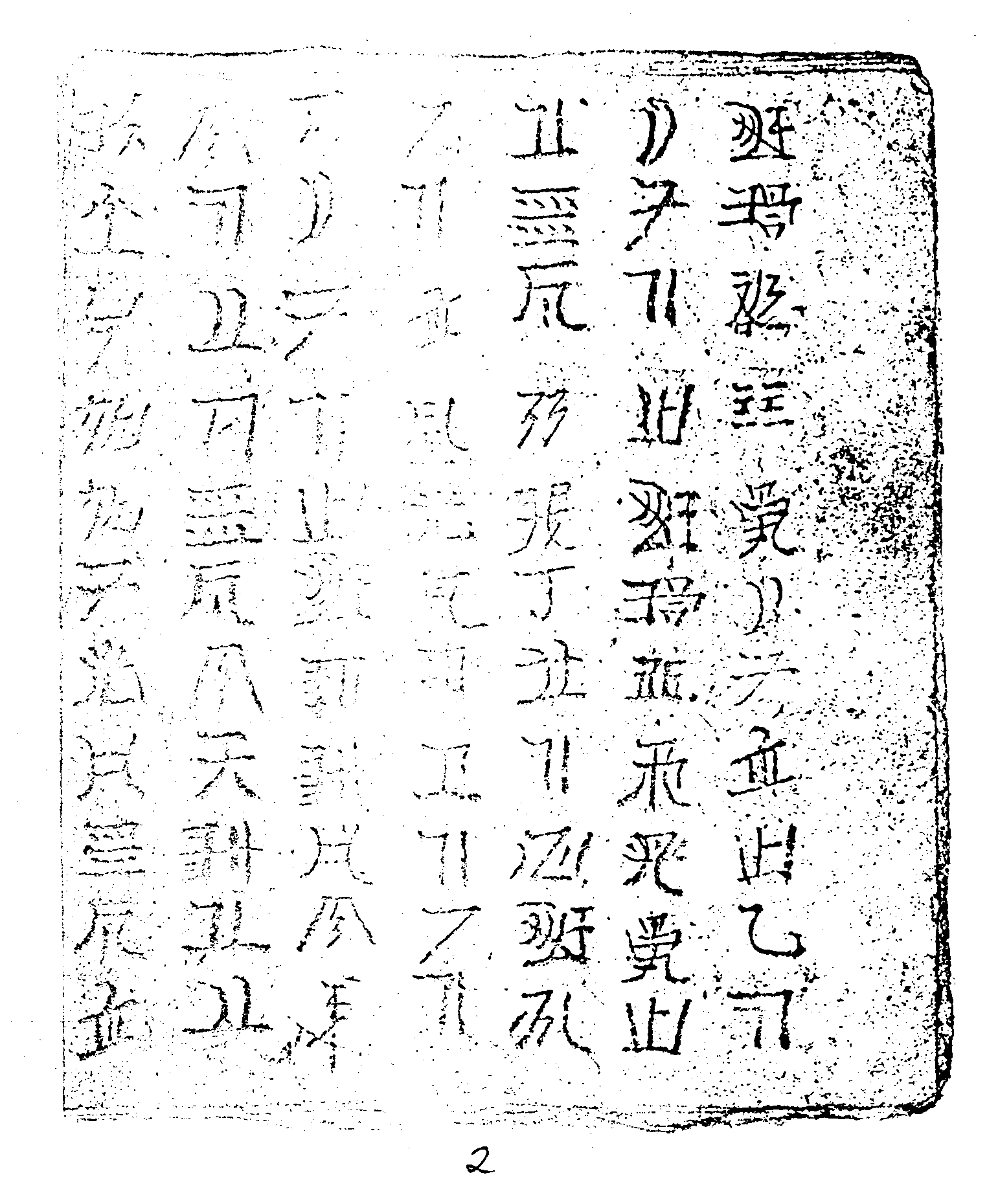
Silabario lisu

De 1924 a 1930, un granjero lisu llamado Ngua-ze-bo (pronunciado ŋua˥ze˧bo˦; chino: 汪忍波/哇忍波) inventó el Silabario lisu (竹书) de la escritura china, escritura dongba y la escritura geba. Sin embargo, se parece más diferente de la escritura china que Chu Nom y Sawndip (logoramas zhuang).
Tiene un total de 1250 glifos y 880 caracteres.

### Alfabeto lisu latino
Un nuevo alfabeto lisu basado en el pinyin fue creado en 1957, pero la mayoría de los lisu continuaron utilizando el antiguo alfabeto. El alfabeto Fraser fue oficialmente reconocido por el gobierno chino en 1992, y desde entonces se ha fomentado su uso.